# Liste der Aussichtstürme im Kanton Schaffhausen
Die folgende Liste von Aussichtstürmen enthält Bauwerke des Kantons Schaffhausen, welche über für den Publikumsverkehr zugängliche Aussichtsmöglichkeiten verfügen. 
| Bild                 | Name des Turms                  | Gemeinde       | Baujahr | Gesamthöhe | Plattformhöhe | Bauwerkstyp               | ZoomViewer Panoramabild |
| -------------------- | ------------------------------- | -------------- | ------- | ---------- | ------------- | ------------------------- | ----------------------- |
| Beringer Randen      | Beringer Randen                 | Beringen       | 1998    | 26 m       | 26 m          | Stahlfachwerkkonstruktion |                         |
| Hagen                | Hagen                           | Merishausen    | 1989    | ?          | 40 m          | Stahlfachwerkkonstruktion |                         |
| Burg Hohenklingen    | Hohenklingen Burg               | Stein am Rhein | 1254    | 29 m       | 20 m          | Stein                     |                         |
| Schleitheimer Randen | Schleitheimer Randen            | Schleitheim    | 1909    | 20 m       | 20 m          | Stahlfachwerkkonstruktion |                         |
| Siblinger Randen     | Siblinger Randen «Chläggiblick» | Siblingen      | 2014    | 20 m       | 19 m          | Stahl / Holz              |                         |

Siehe auch: Liste von Aussichtstürmen in der Schweiz